# Forni Avoltri
Forni Avoltri là một đô thị ở tỉnh Udine trong vùng Friuli-Venezia Giulia thuộc Ý, có cự ly khoảng 130 km về phía tây bắc của Trieste và khoảng 70 km về phía tây bắc của Udine, on the border with Austria. Tại thời điểm ngày 31 tháng 12 năm 2004, đô thị này có dân số 704 người và diện tích là 80,8 km².
Đô thị Forni Avoltri có các frazioni (đơn vị cấp dưới, chủ yếu là các làng) Piani di Luzza, Frassenetto, Sigilletto, Collinetta, và Collina.
Forni Avoltri giáp các đô thị: Lesachtal (Austria), Paluzza, Prato Carnico, Rigolato, Santo Stefano di Cadore, Sappada.